# Олд-Ман-оф-те-Маунтін

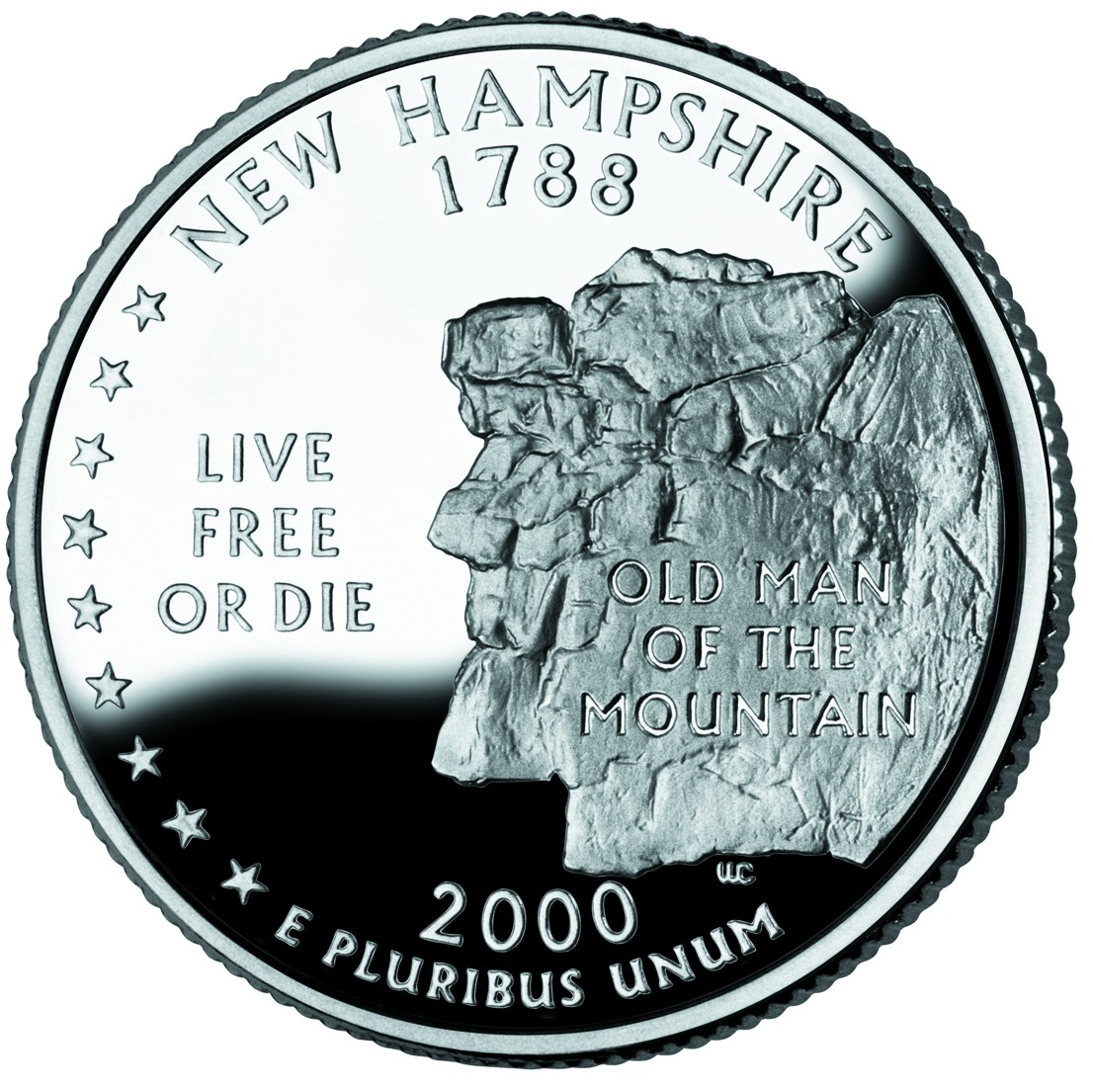
Реверс 25-центової монети, де зображено Олд-Ман-оф-те-Маунтін

Олд-Ман-оф-те-Маунтін, також Стара гора (англ. Old Man of the Mountain) — круча, з'єднання 5 гранітних виступів на горі Каннон в штаті Нью-Гемпшир, США, який при певному куті зору асоціювався зі зморшкуватим обличчям. Скелясте утворення було на висоті 370 м н.р. озера Профайл (англ. Profile Lake) з габаритами 12 м у висоту і 7,6 м завширшки.
Перша документальна згадка про Олд-Ман-оф-те-Маунтін була в 1805 році. Круча обрушилася 3 травня 2003 року.

## Обвал
Незважаючи на численні спроби зберегти кручу шляхом обв'язування тросами і кріпленнями, Олд-Ман-оф-те-Маунтін обвалився 3 травня 2003 року між північчю і 2 годинами ночі. Багатовіковий вплив вітру, снігу, дощів і цикли заморожування і відтавання зробили свою справу. Гіркота від втрати пам'ятки доходила до того, що люди залишали квіти біля підніжжя схилу. Було висунено пропозицію увіковічнити Олд-Ман-оф-те-Маунтін Гемпширу, також пропонувалося створити пластикову копію на місці кручі, що обвалилася. Ці ідеї, проте, не знайшли офіційної підтримки. На річницю обвалу біля підніжжя було встановлено візирі, дивлячись в які можна побачити, як виглядав Олд-Ман-оф-те-Маунтін до обвалу.
7 лютого 2007 року було оголошено про створення меморіалу, що складається з 5 величезних каменів, які повторюють форму Олд-Ман-оф-те-Маунтін при певному куті зору.

## Цікаві факти
- В епізоді «Fraudcast News[en]» 15-го сезону серіалу «Сімпсони», який вийшов 23 травня 2004 року показується «Шкарбан-гора» (англ. Geeze Rock), прототипом якої став Олд-Ман-оф-те-Маунтін. «Шкарбан-гора», так само як і Олд-Ман-оф-те-Маунтін, обвалюється.

## Ресурси Інтернету
- Вікісховище має мультимедійні дані за темою: Олд-Ман-оф-те-Маунтін